# Crismale
Il crismale è una suppellettile liturgica che ha relazione col crisma e che, quindi, viene utilizzato durante il conferimento del sacramento del battesimo e durante l'ordinazione presbiterale, mentre, prima della riforma liturgica del Concilio Vaticano II, veniva utilizzata durante il conferimento del sacramento della cresima e durante l'ordinazione episcopale.
Con la parola crismale si intendono i seguenti oggetti sacri della liturgia cristiana:
- il recipiente che conserva uno dei tre olii santi: il sacro crisma, l'olio dei catecumeni oppure l'olio degli infermi;[1]
- la benda di lino bianco che il vescovo lega intorno alle mani del sacerdote il giorno della sua ordinazione presbiterale dopo l'unzione con il crisma;
- la tela cerata che si stende sull'altare dopo la sua consacrazione.[1]

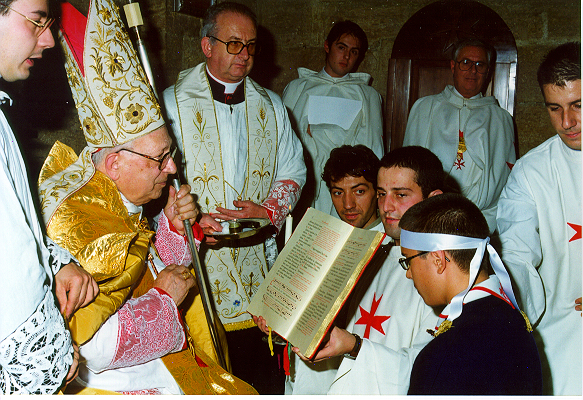
Il cardinale Antonio Innocenti amministra il sacramento della confermazione in rito antico ad un ragazzo, al quale, dopo essere stato unto con il crisma, è stata cinta la fronte con il crismale

Prima della riforma liturgica con il termine crismale si intendeva anche:
- la benda di lino o di seta, spesso ornata da una croce, che cingeva la fronte del cresimato dopo l'unzione col crisma;[1][2]
- la benda di lino con la quale veniva cinta la fronte e anche le mani del neovescovo, dopo l'unzione con il crisma, il giorno della sua consacrazione episcopale;
- il panno con cui era avvolto il battezzato al posto dell’antica veste bianca oppure la pezzuola di lino bianco che veniva posta sulla testa del battezzato dopo l'unzione con il crisma, spesso sostituita da una cuffietta battesimale;[3]
- nel Medioevo, il corporale e il recipiente per la conservazione del Santissimo Sacramento.[1]